# Лончар, Стефан
Стефан Лончар (серб. Stefan Lončar; род. 16 февраля 1996, Никшич) — черногорский футболист, опорный полузащитник клуба «Акрон» и сборной Черногории.

## Клубная карьера
Лончар — воспитанник клуба «Сутьеска». 16 августа 2014 года в матче против «Ловчена» он дебютировал в чемпионате Черногории. 27 сентября в поединке против «Зета» Стефан забил свой первый гол за «Сутьеска». В 2016 году игрок перешёл в сербский «Рад», но не сыграв ни одного матча вернулся обратно в родной клуб. В 2018 году он помог команде выиграть чемпионат. В 2019 году Лончар подписал контракт с испанским «Алавесом» и сразу же был отдан в аренду в хорватский «Истра 1961». 17 февраля в матче против «Осиека» он дебютировал в чемпионате Хорватии. 29 сентября в поединке против сплитского «Хайдука» Стефан забил свой первый гол за «Истру 19161».
В 2021 году Лончар перешёл в «Нови-Пазар». 17 июля в матче против «ТСЦ» он дебютировал в сербской Суперлиге. 21 октября в поединке против «Напредака» Стефан забил свой первый гол за «Нови-Пазар».
В начале 2023 года Лончар перешёл в венгерский «Дебрецен». 28 января в матче против «Залаэгерсега» он дебютировал в чемпионате Венгрии. 18 марта в поединке против «Кечкемета» Стефан забил свой первый гол за «Дебрецен». Летом 2024 года Лончар перешёл в российский «Акрон». 20 июля в матче против столичного «Локомотива» он дебютировал в РПЛ.

## Карьера в сборной
28 мая 2018 года в товарищеском матче против сборной Боснии и Герцеговины Лончар дебютировал за сборную Черногории.

## Достижения
Клубные
 «Сутьеска»
- Победитель чемпионата Черногории — 2017/2018